# Crisulipora orientalis
Crisulipora orientalis is een mosdiertjessoort uit de familie van de Crisuliporidae. De wetenschappelijke naam van de soort is voor het eerst geldig gepubliceerd in 1928 door Canu & Bassler.